# International Media Festival for Prevention
Das International Media Festival for Prevention (IMFP) ist ein Bestandteil des Weltkongresses für Sicherheit und Gesundheit bei der Arbeit. Es zeichnet Medienproduktionen aus, deren Ziel es ist, die Sicherheit und Gesundheit am Arbeitsplatz zu verbessern. Zugelassen sind Filme oder Multimedia-Anwendungen in allen Formen wie zum Beispiel Web Based Training, Animationen, Dokumentationen, TV-Spots, interaktiven Medien, Social-Media-Kanälen oder Webseiten. Teilnehmen können Unfallversicherungsträger, Unternehmen und Organisationen, die ein entsprechendes Medium in Auftrag gegeben haben sowie Agenturen und Filmschaffende, die es produziert haben.

## Geschichte
Das International Media Festival for Prevention wurde zum ersten Mal 1990 unter dem Titel „Internationales Filmfestival“ in Hamburg veranstaltet. Erstmals 1999 bei der Austragung in São Paulo waren auch Multimedia-Beiträge zugelassen. Seitdem hieß das Festival Internationales Film- und Multimediafestival. 2013 erfolgte die Umbenennung in International Media Festival for Prevention.
Bisherige Austragungen
- 1990 Hamburg, Deutschland
- 1993 New Delhi, Indien
- 1996 Madrid, Spanien
- 1999 São Paulo, Brasilien
- 2002 Wien, Österreich
- 2005 Orlando, USA
- 2008 Seoul, Süd-Korea
- 2011 Istanbul, Türkei
- 2014 Frankfurt/Main, Deutschland
- 2017 Singapur, Singapur
- 2021 Toronto, Kanada (virtuell)
- 2023 Sydney, Australien

## Preisträger des IMFP 2023

### Gruppe „Cracking Challenging Cultures“
- Plan de Sensibilización en el Sector Pesquero „La Seguridad Salva Vidas“ (Sensibilisierungsplan für den Fischereisektor „Sicherheit rettet Leben“) - Instituto Nacional de Seguridad y Salud en el Trabajo (INSST), Spanien

### Gruppe „Leveraging New Media“
- Escape Room: Incident Investigation Game (Spiel zur Untersuchung von Vorfällen) - Aegide International, Frankreich

### Gruppe „Short Cuts“
- Ondt Vand (Düstere Gewässer) - BFA Service, Dänemark

### Gruppe „Tell me a story“
- Jason Daniel’s story – surviving an electric shock from overhead powerlines (Die Geschichte von Jason Daniel – Überlebender eines Stromunfalls an einer Freileitung) - Queensland Government, Office of Industrial Relations, Australien

### Gruppe „Vive la difference“
- La Liga del Bienestar (Die Liga des Wohlbefindens) - Progreso, Guatemala

### Gruppe „Delivering Safety“
- Safety With Every Step: Food Delivery (Sicherheit bei jedem Schritt: Lebensmittelzustellung) - WorkSafeBC, Kanada

### Besondere Erwähnung
- Solmax Safety Reflex Film - Solmax, Kanada

## Organisatoren
Das International Media Festival for Prevention wird von den Sektionen „Elektrizität“  und „Information“ der Internationalen Vereinigung für Soziale Sicherheit (IVSS) organisiert.

## Nächstes Festival
Das nächste International Media Festival for Prevention IMFP soll 2026 stattfinden.